# منبر (شاهين دج)
منبر هي قرية في مقاطعة شاهين دج، إيران. عدد سكان هذه القرية هو 625 في سنة 2006.